# Коджадере (Бяло море)
Коджадере (на гръцки: Βύθισμα, старо Κοτζά Ντερέ) е река в Егейска Македония, Гърция.

## Описание
Коджадере извира от планината Голен (Колона), западно от Рякия (Радяни) под името Смикси (Σμίξη). Тече в югоизточна посока и минава между селата Рякия на север и Елафос (Каливия) на юг. Приема левите си притоци Мурганолакос и Мурцани. Тук носи името Цамали или Коджадере. Минава между селата Трилофос (Тохово) на североизток и Ексохи (Каливия Харадрас) на югозапад. Излиза от планината при Ано Агиос Йоанис, където носи името Витисма (Βύθισμα). Минава между Ано Агио Йоанис на север и Ганохора (Турия) на юг, приема левия си приток Статакос и тече в Катеринската равнина в общи линии на изток. Влива се в Солунския залив на Бяло море в местността Ставраетофолия северно от Калитеа (Вромери).

## Водосборен басейн
→ ляв приток, ← десен приток
- → Мурганолакос
- → Мурцани
- → Статакос